# Route européenne 847
Pour les articles homonymes, voir Route 847.
La route européenne 847 est une route reliant Sicignano degli Alburni, dans la province de Salerne, en Campanie à Metaponto, l’ancienne Métaponte, dans la province de Matera, en Basilicate.
Son début est constitué du Raccord autoroutier RA5, entre Sicignano et Potenza.